# Coupe du Liechtenstein de football 2011-2012
Navigation
Édition précédente Édition suivante
La coupe du Liechtenstein 2011-2012 de football est la 67e édition de la Coupe nationale de football, la seule compétition nationale du pays en l'absence de championnat. Le vainqueur de la compétition se qualifie pour le premier tour préliminaire de la Ligue Europa 2012-2013.
Elle débute le 16 août 2011 et se conclut le 16 mai 2012 avec la finale disputée au Rheinpark Stadion de Vaduz, entre le FC Vaduz et l'USV Eschen/Mauren.
Les sept équipes premières du pays ainsi que plusieurs équipes réserves de ces clubs, soit seize équipes au total, s'affrontent dans des tours à élimination directe.
Le FC Vaduz, tenant du trophée depuis 1998, s'incline en finale après la séance de tirs au but face à l'USV Eschen/Mauren, qui se qualifie pour la Ligue Europa 2012-2013. C'est la première qualification du club pour une compétition européenne.

## Premier tour
Le premier tour concerne les équipes réserves ainsi que le FC Triesen.
| Date         | Équipe 1              | Résultat        | Équipe 2             |
| ------------ | --------------------- | --------------- | -------------------- |
| 17 août 2011 | FC Triesenberg II     | 4 - 0           | FC Balzers III       |
| 17 août 2011 | USV Eschen/Mauren III | 0 - 1           | FC Triesen           |
| 17 août 2011 | FC Vaduz II           | 2 - 2 6 - 7 tab | FC Triesen II        |
| 16 août 2011 | FC Ruggell II         | 1 - 2           | USV Eschen/Mauren II |

## Deuxième tour
Le deuxième tour voit l'entrée en lice du FC Schaan, du FC Schaan Azzurri, du FC Balzers II et du FC Ruggell.
| Date              | Équipe 1             | Résultat | Équipe 2          |
| ----------------- | -------------------- | -------- | ----------------- |
| 14 septembre 2011 | USV Eschen/Mauren II | 3 - 2    | FC Balzers II     |
| 14 septembre 2011 | FC Ruggell           | 1 - 2 ap | FC Schaan         |
| 14 septembre 2011 | FC Triesen           | 4 - 2 ap | FC Schaan Azzurri |
| 14 septembre 2011 | FC Triesenberg II    | 0 - 3    | FC Triesen II     |

## Quarts de finale
Les quarts de finale voient l'entrée en lice des demi-finalistes de l'édition précédente : le FC Vaduz, l'USV Eschen/Mauren, le FC Balzers et le FC Triesenberg.
| Date            | Équipe 1             | Résultat | Équipe 2          |
| --------------- | -------------------- | -------- | ----------------- |
| 18 octobre 2011 | FC Triesen II        | 0 - 17   | FC Vaduz          |
| 25 octobre 2011 | FC Triesen           | 0 - 4    | USV Eschen/Mauren |
| 26 octobre 2011 | USV Eschen/Mauren II | 0 - 4    | FC Triesenberg    |
| 20 octobre 2011 | FC Schaan            | 2 - 4 ap | FC Balzers        |

## Demi-finales
Les équipes qualifiées à ce stade de la compétition démarreront la prochaine édition directement en quarts de finale.
| Date          | Équipe 1          | Résultat | Équipe 2       |
| ------------- | ----------------- | -------- | -------------- |
| 10 avril 2012 | FC Vaduz          | 3 - 1    | FC Triesenberg |
| 9 avril 2012  | USV Eschen/Mauren | 2 - 1    | FC Balzers     |

## Finale
| 16 mai 2012 | FC Vaduz                                     | 2 - 2 ap          | USV Eschen/Mauren                        | Rheinpark Stadion, Vaduz                   |                                            |
| 18:30       | Cerrone 41e (pen.) · Sara 55e                |                   | Manojlović 68e (pen.) · Dulundu 90+4e    | Spectateurs : 960 Arbitrage : Chris Reisch | Spectateurs : 960 Arbitrage : Chris Reisch |
| 18:30       | Burgmeier · Schwegler · Trípodi · Cvetinović | Tirs au but 2 - 4 | Stocklasa · Simma · Dulundu · Manojlović | Spectateurs : 960 Arbitrage : Chris Reisch | Spectateurs : 960 Arbitrage : Chris Reisch |